# Speechless (série télévisée)
Pour les articles homonymes, voir Speechless.
Speechless est une série télévisée américaine en 63 épisodes de 22 minutes créée par Scott Silveri, diffusée entre le 21 septembre 2016 et le 12 avril 2019 sur le réseau ABC et au Canada sur Citytv pour la deuxième saison, et sur CHCH-DT pour la troisième saison.
La série est disponible en France à partir du 1er octobre 2019 sur Fox Play, néanmoins elle reste encore inédite dans les autres pays francophones.

## Synopsis
Un adolescent atteint d'infirmité motrice d'origine cérébrale tente de vivre sa vie d'étudiant comme les autres au sein d'un sympathique établissement scolaire. Il est aidé par sa famille légèrement loufoque avec une mère, particulièrement aimante et déterminée, et un assistant personnel débutant...

## Distribution

### Acteurs principaux
- Minnie Driver (VF : Marie Bouvier) : Maya DiMeo
- John Ross Bowie (VF : Olivier Chauvel) : Jimmy DiMeo
- Mason Cook (VF : Kaycie Chase) : Ray DiMeo
- Micah Fowler (en) : JJ DiMeo
- Kyla Kenedy (VF : Lisa Caruso) : Dylan DiMeo
- Cedric Yarbrough (VF : Bernard Métraux) : Kenneth

### Acteurs récurrents
- Marin Hinkle (VF : Natacha Muller) : Dr Miller
- Lukita Maxwell (VF : Caroline Combes) : Jillian (saison 1, 4 épisodes)
- Jonathan Slavin (en) (VF : Franck Capillery) : M. Powers
- Liz Cackowski (en) (VF : Vanessa Van-Geneugden) : Joyce
- McKaley Miller : Claire
- David Lengel (en) (VF : Laurent Maurel) : Tad
- Sedona James (VF : Jessica Barrier) : Taylor
Version française
  - Société de doublage : VF Productions[5]
  - Direction artistique : Magali Barney[5]
  - Adaptation : Pierre Valmy, Daniel Danglard, Matthias Delobel et Guérine Regnaut

 Source et légende : version française (VF) sur RS Doublage et Doublage Séries Database

## Production

### Développement
Le 11 janvier 2016, ABC commande un épisode pilote, pour la saison 2016/2017.
Le 13 mai 2016, le réseau ABC annonce officiellement après le visionnage du pilote, la commande du projet de série avec une commande initiale de treize épisodes, pour une diffusion lors de la saison 2016 / 2017.
Le 17 mai 2016, lors des Upfronts 2016, ABC annonce la diffusion de la série pour l'automne 2016.
Le 28 juin 2016, ABC annonce la date de lancement de la série au 21 septembre 2016.
Le 29 septembre 2016, ABC commande neuf épisodes supplémentaires, soit une saison complète de 22 épisodes,.
Le 13 décembre 2016, ABC prolonge la saison d'un épisode supplémentaires portant finalement la saison à 23 épisodes.
Le 12 mai 2017, la série est renouvelée pour une deuxième saison.
Le 11 mai 2018, la série est renouvelée pour une troisième saison.
Le 10 mai 2019, ABC annule la série.

### Casting
L'annonce de la distribution a débuté le 24 février 2016, avec l'arrivée de Cedric Yarbrough, dans le rôle de Kenneth.
Le 16 mars 2016, Minnie Driver obtient le rôle Maya tandis que Mason Cook, a celui de Ray, le fils de Maya. Ensuite le 23 mars 2016, John Ross Bowie est annoncé dans le rôle de Jimmy, mari et père des enfants de Maya alors que Kyla Kenedy est annoncée dans celui de Dylan. Le lendemain, Micah Fowler (en) leur emboîte le pas, dans le rôle de JJ, le fils de Maya et de Jimmy.

## Épisodes

### Première saison (2016-2017)
1. Le Déménagement (P-i-Pilot)
2. Le Nouvel Accompagnant (N-e-New A-i-Aide)
3. Le Feu de camp (B-o-n-Bonfire)
4. I-N-S--Inspirations
5. H-a-l--Halloween
6. D-a-T-E--Date?
7. T-H-a--Thanksgiving
8. R-a-Y-C--Ray-Cation
9. S-l-e-Sled Hockey
10. C-h-o-Choir
11. R-o-Road T-r-Trip
12. H-e-r-Hero
13. S-i-Sick D-a-Day
14. V-a-l-Valentine's D-a-Day
15. T-H-- THE C-L-- CLUB
16. O-s-Oscar P-a-Party
17. S-u-r-Surprise
18. D-i-Ding
19. C-h-Cheater!
20. R-u-n-Runaway
21. P-r-Prom
22. M-a-May-Jay
23. C-a-Camp

### Deuxième saison (2017-2018)
Elle a été diffusée du 27 septembre 2017 au 21 mars 2018.
1. W-e-We're B-a-Back!
2. F-i-First S-e-Second F-First Day
3. J-J's D-r-Dream
4. T-r-Training D-a-Day
5. N-i-Nightmares on D-i-Dimeo S-Street
6. S-h-Shipping
7. B-r-i-British I-n-v-Invasion
8. B-i-Bikini U-n-University
9. S-t-Star W-Wars
10. S-i-Silent Night
11. N-e-New Y-Year's E-Eve
12. The H-u-s-Hustle
13. D-i-Dimeo A-c-Academy
14. E-i-Eighteen
15. U-n-Unforgettable P-a-Pain
16. One A-n-Angry M-Maya
17. A-c-Action
18. N-o-Nominee

### Troisième saison (2018-2019)
Note : Pour les informations de renouvellement voir la section Production.
Elle est diffusée depuis le 5 octobre 2018.
1. L-o-n-London: Part 1
2. L-o-n-London: Part 2
3. I-n-Into the W-o-Woods
4. N-e-New J.J.
5. S-t-Stage Mom
6. C-e-Celebrity S-u-Suite
7. F-o-Follow T-h-r-Through
8. J-i-Jingle T-h-Thon
9. J-a-Javier's P-a-Pants
10. R-o-Roll M-o-Model
11. H-Hey, You
12. O-Our M-a-g-Mageddon
13. F-a-Fashion 4 A-All
14. J-i-Jimmy V-a-l-Valentine
15. G-a-Game N-i-Night
16. W-h-Wheelchair P-l-Planet
17. S-p-Special B-Boy T-i-Time
18. S-e-Seoul B-r-Brothers
19. P-r-o-m-p-Promposal
20. On the R-o-Road A-g-Again
21. The S-t-a-Staircase
22. U-n-r– Unrealistic

## Réception critique
| Saison | Saison | Critique            | Critique          |
| Saison | Saison | Rotten Tomatoes     | Metacritic        |
| ------ | ------ | ------------------- | ----------------- |
|        | 1      | 98 % (41 critiques) | 79 (29 critiques) |
|        | 2      |                     |                   |